# Lord Rutherford
Lord Rutherford (auch Rutherfurd) war ein erblicher britischer Adelstitel (Lordship of Parliament) in der Peerage of Scotland.
Der Titel wurde mit Letters Patent vom 10. Januar 1661 von König Karl II. an den royalistischen Militär Andrew Rutherford verliehen. Die Verleihung erfolgte mit dem besonderen Zusatz, dass der Titel in Ermangelung eigener männlicher Nachkommen auch an sonstige Erben (heirs of tailzie) vererbbar sei. Am 2. Februar 1663 wurde ihm zudem der Titel Earl of Teviot verliehen. Als er 1664 kinderlos starb, erlosch der Earlstitel, während der Lordtitel an seinen Verwandten Sir Thomas Rutherfurd of Hunthill als 2. Lord. Dieser hinterließ ebenso keine Kinder, wie seine beiden jüngeren Brüder, die ihm als 3. und 4. Lord nachfolgten. Seit dem Tod des letzteren im Jahr 1724 ruht der Titel, da es seither keinem Verwandten gelang, seinen Titelanspruch wirksam geltend zu machen.

## Liste der Lords Rutherford (1661)
- Andrew Rutherford, 1. Earl of Teviot, 1. Lord Rutherford († 1664)
- Thomas Rutherford, 2. Lord Rutherford († 1668)
- Archibald Rutherford, 3. Lord Rutherford († 1685)
- Robert Rutherford, 4. Lord Rutherford († 1724)